# Kommando Spezialkräfte
Kommando Spezialkräfte nebo Velitelství speciálních operací je jednotka speciálních sil a velká jednotka na úrovni brigády německé armády určená ke speciálním operacím, průzkumu, boji proti terorismu, pátrání a záchraně rukojmích a také jako vojenský poradce. KSK je v běžné službě pod velením a kontrolou Divize sil rychlé reakce (DSK) a je umístěna v kasárnách Graf Zeppelin v Calw ve spolkové zemi Bádensko-Württembersko.
Britská speciální letecká služba (SAS), Velitelství speciálních operací Spojených států a GSG 9 německé federální policie (Bundespolizei) sloužily jako modely pro vytvoření a uspořádání KSK. 
KSK obdržela ocenění a vyznamenání od NATO, Spojených států amerických a jejich spojenců. Příslušníci KSK se účastnili společných protiteroristických operací, zejména na Balkáně a Středním východě.

## Historie
Od roku 1973 až do vytvoření KSK v roce 1996 přidělila západoněmecká (a později německá) vláda veškeré protiteroristické a speciální operace GSG 9, vysoce vycvičené policejní jednotce, vytvořené krátce po zajmutí izraelských sportovců během olympijských her v Mnichově v roce 1972. Před rokem 1973 byly armádní Fernspäher (dálkový průzkum), námořní Kampfschwimmer (bojoví plavci/žabí muži) a (do roku 1989) eskortní roty speciálních zbraní - Sonderwaffenbegleitkompanien jediné vojenské jednotky srovnatelné s čímkoli, co jinými národy mohlo být považováno za specializované jednotky speciálních sil. 
Jedním z politických důvodů pro založení KSK bylo, že v roce 1994 během genocidy ve Rwandě museli být němečtí občané evakuováni belgickými parakomandy. Tento úkol plnily speciální operační síly bývalé koloniální mocnosti Belgie, jak bylo předem dohodnuto partnery NATO. Spolková vláda Německa také odmítla zasáhnout vlastními silami, protože podle jejího názoru nebyly GSG 9 ani Bundeswehr “Bravo Companies” vycvičeny v partyzánském způsobu boje a chyběly také potřebné přepravní kapacity. Během této operace zemřelo několik belgických vojáků. Kvůli politickému tlaku se ukázala potřeba mít připravené vlastní síly pro speciální operace v rámci NATO. 
Po aktivaci KSK dne 1. dubna 1997 byly všechny Fernspäherkompanie kromě jedné buď rozpuštěny, nebo sloučeny do nově vytvořené jednotky. 

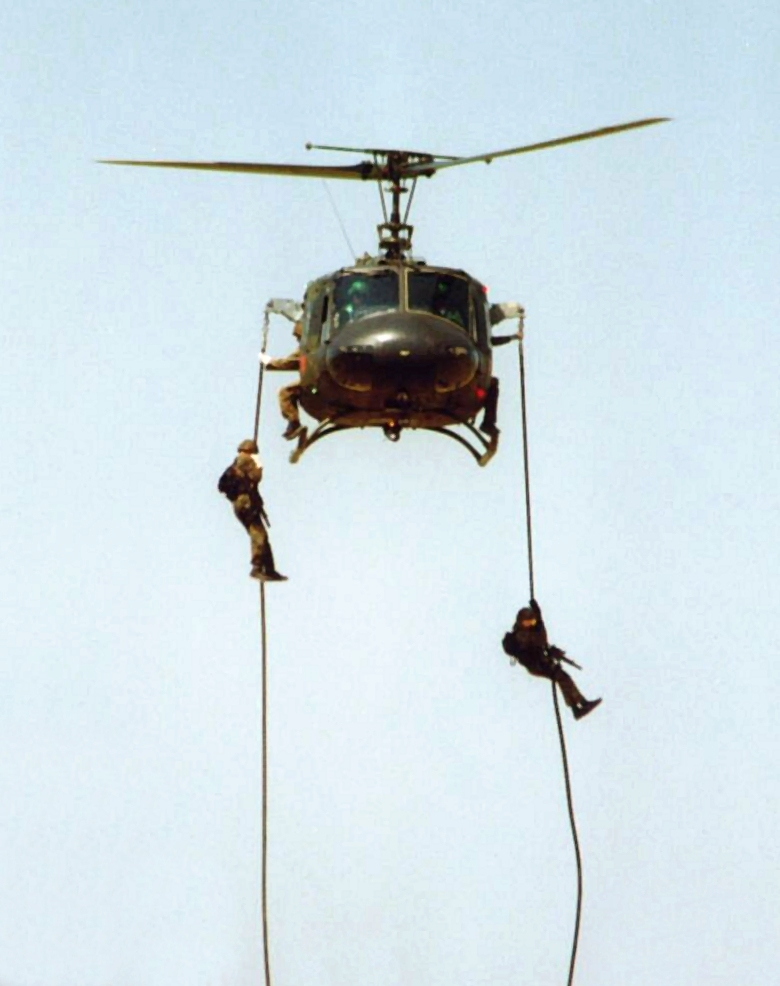
Ukázka rychlého slaňování příslušníků KSK z vrtulníku UH-1D, 2000

Stejně jako všechny německé vojenské jednotky, nasazení KSK vyžaduje povolení od německého Bundestagu (federálního shromáždění). Jednotka se zapojila do četných protiteroristických operací v Evropě i zahraničí, mezi něž patří operace v Kosovu, Bosně a Hercegovině a naposledy v Afghánistánu. 
Během války v Afghánistánu, i když nominálně pod velením OEF, KSK operovala pod velením ISAF od roku 2005 a provedla řadu operací v blízkosti německého nasazení v Kábulu, včetně úspěšného náletu na bezpečný dům Al-Káidy pro sebevražedné atentátníky v říjnu 2006. Operátoři KSK se vyjádřili v německých médiích k omezením, která na ně uvalují jejich národní výstrahy, a uvedli, že preferuji práci přímo pro Američany v rámci OEF-A, jak to dělali v rámci Task Force K-BAR.

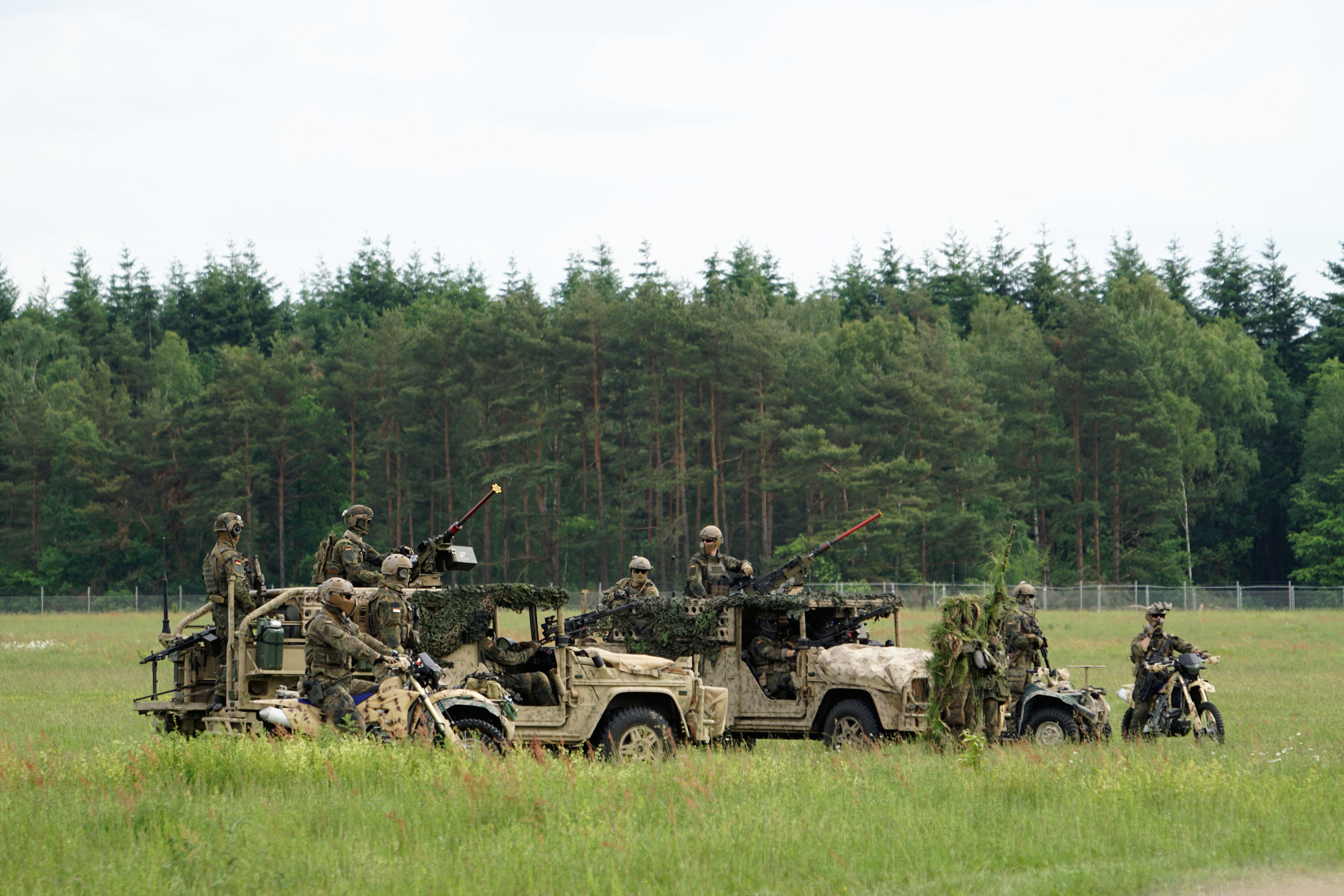
Ukázka výcviku, 2017

Jak se dá u takových jednotek očekávat, konkrétní operační podrobnosti, jako je úspěšnost a počet obětí, jsou považovány za přísně tajné a zatajované dokonce i nejvyšším členům Bundestagu. Tato praxe vyvolala určité vážné obavy, které vyústily v dohodu o zvýšení transparentnosti a odpovědnosti zveřejněním podrobností mise vybraným členům Bundestagu o budoucím rozmístění sil KSK. 
Dne 4. května 2013 hlásily KSK první oběť. Hauptfeldwebel Daniel Wirth byl smrtelně postřelen v provincii Baghlán v Afghánistánu během operace “Maiwand”. Síly americké armády byly součástí pokusu o záchrannou misi.  
V roce 2018 německý federální úřad kriminální policie odhalil spiknutí s neznámými vojáky KSK s cílem zavraždit prominentní německé politiky, jako jsou mimo jiné Claudia Roth, Heiko Maas a Joachim Gauck a provést útoky proti imigrantům žijícím v Německu. Také na začátku téhož roku v samostatném vyšetřování státní žalobci ve městě Tübingen zkoumali, zda byly na “rozlučkové” akci členů KSK použity neonacistické symboly.
V červnu 2020 německá ministryně obrany Annegret Kramp-Karrenbauerová oznámila, že jednotka bude částečně rozpuštěna kvůli rostoucímu krajně pravicovému extrémismu v jejích řadách. KSK se stala částečně nezávislou na řetězci velení s toxickou kulturou vedení. Jedna ze čtyř rot útvaru, kde je prý extremismus nejrozšířenější, měla být rozpuštěna bez náhrady.

## Struktura
KSK je brigádní jednotka pravidelné armády rozdělená do dvou oddělení o velikosti praporu, operačních sil a sil podpory a velitelství a rozvojové skupiny.

### Organizace
- Kommando Spezialkräfte
  - Personál KSK 
    - Psychologická služba
    - Jazyková služba

  - Rota štábní a velitelské podpory
  - 1. rota komanda
  - 3. rota komanda
  - 4. rota komanda
  - Rota speciálního komanda
  - Speciální průzkumná rota
  - Signální rota
  - Podpůrná rota 
    - Proviantní / manipulační četa
    - Četa údržby
    - Padáky / četa odbavování vzduchu

  - Zdravotnické centrum
  - Školicí oddělení
  - Vývojové oddělení

V roce 2020 byla 2. rota komanda rozpuštěna „po nahromadění incidentů a značném nahromadění pravicových extrémistů v jednotce.”

### Operační síly
Bojově připravené jednotky jsou rozděleny do tří velitelských rot po přibližně sto mužích. Každá ze tří rot má pět specializovaných čet, z nichž každá má jedinečnou specializaci a schopnosti, které lze přizpůsobit jak terénu, tak situaci, v závislosti na požadovaném typu akce: 
- 1. četa: mechanizované operace
- 2. četa: výsadkové operace
- 3. četa: obojživelné operace
- 4. četa: operace ve speciálním geografickém nebo meteorologickém prostředí (poušť, džungle, hory nebo arktické oblasti)
- 5. četa: průzkum, zpravodajské operace a operace odstřelovačů / proti odstřelovačům

V každé četě jsou čtyři komanda. Každá z těchto jednotek se skládá ze čtyř stejně kvalifikovaných členů, kteří byli speciálně vybrány z německé armády do čety, která nejlépe vyhovuje jejich schopnostem. Každý člen jednotky je speciálně vyškolen jako expert na zbraně, zdravotník, bojový inženýr nebo komunikační expert. Některé skupiny mohou navíc obsahovat další specialisty, jako jsou odborníci na těžké zbraně nebo jazyky.

### Rota speciálního komanda
Rota speciálního komanda byla založena v roce 2004. Tato rota je obsazena speciálně vyškolení personálem KSK v oborech Joint Terminal Attack Controller (JTAC) - předsunutý letecký návodčí, likvidace IED (improvizované výbušné zařízení) nebo manipulace s vojenskými psy, kteří mohou podle potřeby podporovat operace komand. Příslušníci KSK sloužící v rotě speciálního komanda jsou zpravidla zkušení vojáci, kteří dříve sloužili v jednom ze tří komand.

### Rota speciálního průzkumu
Speciální průzkumná rota je obsazena příslušníky KSK a dalšími vojáky specializovaných na průzkum. Tato rota může podporovat operace tří komand s průzkumnými a sledovacími schopnostmi, například pomocí dronů. Členky mohou také fungovat jako ženské téma pro zapojeni, pokud to úkol vyžaduje. 

### Podpůrné síly
Podpůrná a HQ rota odpovídá za dodavatelské povinnosti v Německu. Za tímto účelem se jednotka skládá z:
- Velitelská četa
- Materiální četa
- Zásobování
- Sekce stravování
- Dopravní četa
- Četa munice a doplňování paliva

Zatímco HQ a podpůrná rota podporuje KSK v Německu, podpůrná rota přebírá povinnosti zásobování během operací. Proto je rota organizovaná v:
- Opravárenská četa
- Zásobovací četa
- Výsadková četa

## Insignie

### Baret a odznak
Příslušníci KSK nosí kaštanové barety jako symbol svých kořenů ve výsadkových jednotkách. Nosí se kovový odznak, který se skládá z meče obklopeného dubovým listy. Na spodní straně meče je vyobrazena vlajka Spolkové republiky Německo.

### Kommandoabzeichen
Kommandoabzeichen (odznak komanda) je látková nášivka, která se nosí na pravé náprsní kapse uniformy. Vzhled odznaků komanda je podobný kovovému odznaku, který se nosí na baretu. Zobrazuje stříbrný meč na světle zeleném pozadí obklopený dubovými listy. Odznak povolil nosit v roce 2000 spolkový prezident Johannes Rau.

### Waffenfarbe

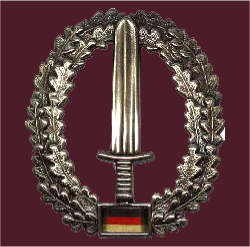
Odznak nesený na baretu

Jednotky KSK nosí zelenou barvu jako jejich Waffenfarbe, podobně jako jednotky pěchoty. Než se KSK staly samostatnou vojenskou jednotkou, byli součástí pěších jednotek.

## Výběrové řízení a výcvik

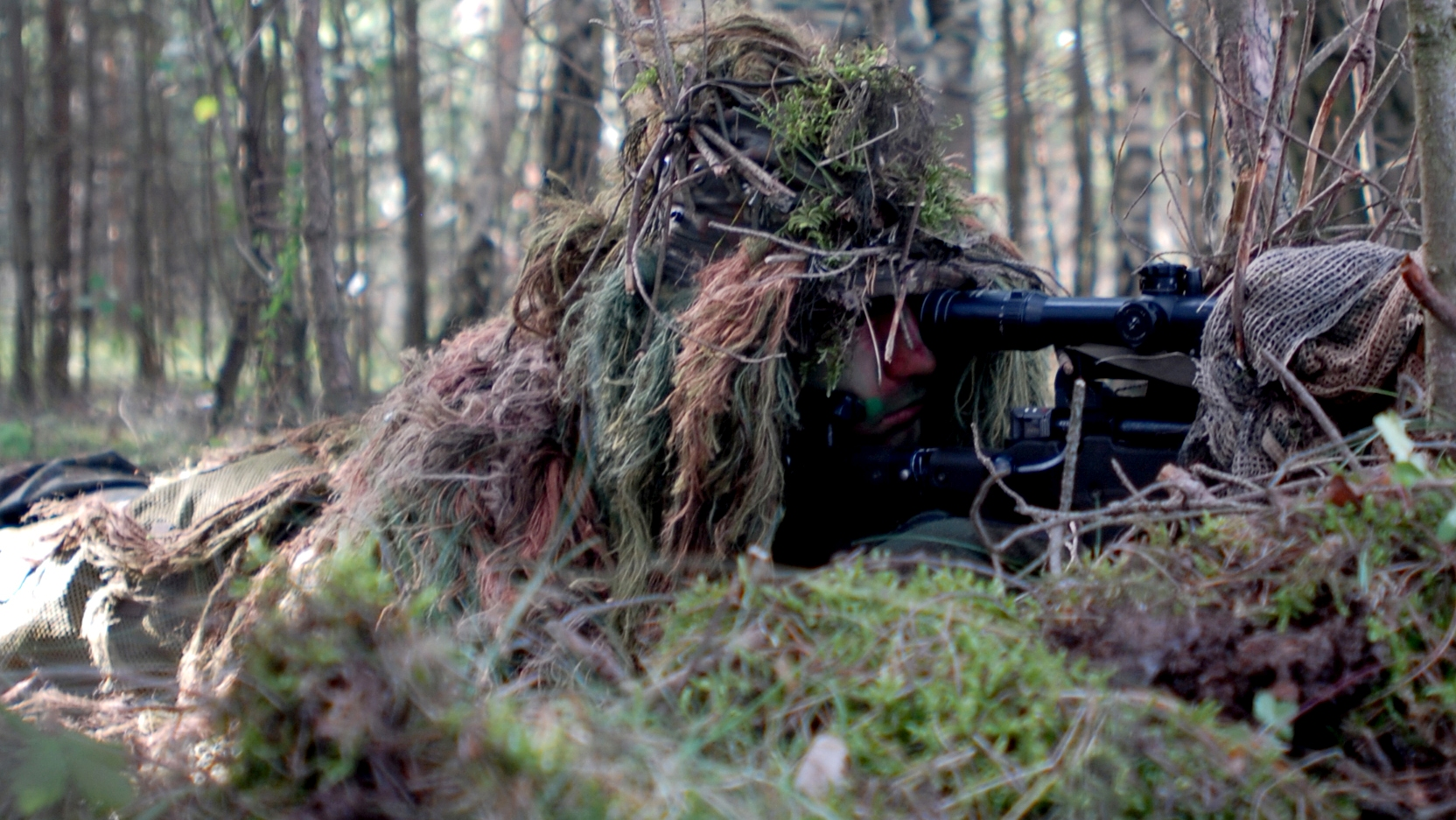
Výcvik odstřelovače KSK

Z počátku se o službu u KSK a následné hodnotící období mohli ucházet pouze důstojníci a poddůstojníci Bundeswehru. Předpokladem pro přijetí je absolvování kurzu Bundeswehr Kommando. Od roku 2005 jsou otevřeny také civilistům a příslušníkům mužstva, kteří musí absolvovat 18měsíční výcvikový cyklus Long Range Surveillance, než začne intenzivní výběrový proces KSK. 
Výběrové řízení na bojové pozice je rozděleno do dvou fází: třítýdenní režim fyzického a psychologického tréninku (běžně s úspěšností 40%) a později tříměsíční fáze (test fyzické odolnosti s 8-10% úspěšností). Během druhé fáze KSK využívá Černý les jako zkušební základnu pro potenciální příslušníky. Během této doby musí kandidáti absolvovat vyčerpávající 90hodinový přespolní běh, po kterém následuje třítýdenní mezinárodní kurz přežití v boji v německém mezinárodním výcvikovém středisku pro speciální operace (dříve Mezinárodní škola dálkového průzkumu). 
Po úspěšném dokončení výběrového řízení může být kandidátům povoleno zahájit 2-3letý cyklus školení u KSK. Toto školení zahrnuje zhruba 20 kurzů na více než 17 školách po celém světě: v Norsku pro arktický terén, v Rakousku pro horský terén, El Paso, Texas nebo Izrael pro výcvik v poušti nebo buši, San Diego pro obojživelné operace, a Belize pro zkušenosti s džunglí. 
Podle tiskových zpráv z května 2008 má Bundeswehr za cíl zvýšit atraktivitu služby u KSK pro ženy. Částečně je to proto, že KSK nebyl předtím schopen dosáhnout cílového počtu vojáků. Poté, co Bundeswehr v roce 2001 otevřel všechny jednotky pro ženy, již KSK nebyla omezena jen pro muže. Od roku 2021 ženy zaujímaly pomocné pozice u KSK. 
O KSK je známo, že se pravidelně účastní společných výcvikových cvičení a osobních výměnných programů se speciálními jednotkami spojeneckých zemí, které zahrnují:
- Austrálie: 2. Pluk Commandos
- Dánsko: Jaeger Corps
- Británie: Special Air Service
- Kanada: Joint Task Force 2
- Irsko: Army Ranger Wing
- Polsko: JW GROM
- Spojené státy americké: Delta Force